# Csu elégiái
Csu (Chu) elégiái (hagyományos kínai: 楚辭; egyszerűsített kínai: 楚辞; pinjin hangsúlyjelekkel: Chǔ cí; magyar népszerű: Csu ce) a Han-korban összeállított versgyűjtemény. Az elnevezése onnan származik, hogy antológiában a Hadakozó fejedelemségek idején, Dél-Kínában létezett egykori Csu (Chu) 楚 fejedelemség verseit gyűjtötték össze, amelyben többek között a kínai költészet első nagyobb formátumú költőjének Csü Jüan (Qu Yuan)nak és követőinek, tanítványainak az alkotásai maradtak fenn. A hagyományos felosztás szerint a kötet 17 egységre (vers, versciklus, hosszabb elégia stb.) osztható, melynek összeállítása az i. sz. 2. században élt Vang Ji (Wang Yi) nevéhez köthető.

## Keletkezése

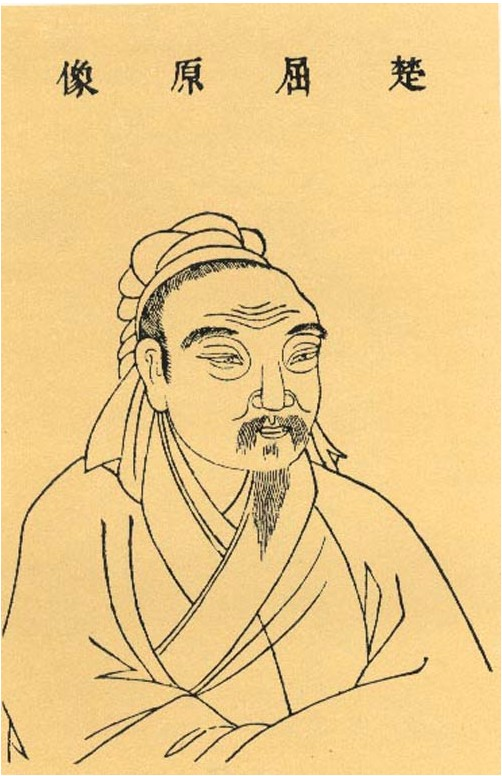
Csü Jüan (Qu Yuan) portréja a 17. századból.

A Csu (Chu) elégiái a kínai irodalom, költészet második legnagyobb és legjelentősebb versgyűjteménye, antológiája a Dalok könyve után. Azonban, amíg a Dalok könyve, melynek összeállítását a hagyomány Konfuciusznak tulajdonítja a korabeli Kína északi területeinek népdalait és szertartási énekeit tartalmazza, addig a Nyugati-Han-dinasztia idején (i. sz. 25-220), az i. sz. 2. században összeállított Csu (Chu) elégiái - miként arra a címe is utal - a Jangcétől délre fekvő tartomány, Csu (Chu) (kb. i. e. 1030–223) verseinek gyűjteménye. A másik számottevő különbség, hogy a Dalok könyvével ellentétbe a Csu (Chu) elégiái név szerint ismert költőinek műveit tartalmazza. Közülük is a legjelentősebb, a kínai irodalom egyik legnagyobb formátumú és legnagyobb hatású költője, Csü Jüan (Qu Yuan) (i. e. 343–278), akinek művei csak ebben az antológiában maradtak fenn.
Igaz, hogy a gyűjteményben szereplő jó néhány vers helyi, dél-kínai sámánéneken, népdalon alapszik, de fenn maradt változatában már mindegyik egy képzett költő átdolgozása. az ókori Csu (Chu) fejedelemség területén élő őslakosság, mind etnikailag, mind nyelvileg különbözött az északi kínaiaktól. Így a Csu (Chu) elégiáiban fennmaradt versek közül feltehetően több nemcsak átdolgozás, hanem egy ma már ismeretlen nyelven született alkotások kínai fordításai is. A Csu (Chu) eredeti ősvallása a sámánizmus volt, s épp ezért érződik a samanisztikus hagyomány hatása ezeken a verseken, amely elsőként jelenik meg a kínai költészetben. Több vers fő motívuma a lélek transzcendens utazása különféle csodálatos világokban, illetve több költeményben is samanista istenségek, szellemek jelennek meg.
A Han-dinasztia történeti műve, a Han su (Han shu) szerint Csu (Chu) fejedelemségből összesen 106 költő, 1.318 alkotása ismert. E roppant hatalmas anyagból került végül kiválogatásra a kötetben szereplő 17 alkotás. Csü Jüan (Qu Yuan) művei mellett az olyan tanítványai és követői versei is megtalálhatók, mint Szung Jü (Song Yu) 宋玉 (i. e. 3. század), Vang Pao (Wang Bao) 王褒, Csia Ji (Jia Yi) 賈誼 (i. e. 200-169), Jen Csi (Yan Ji) 嚴忌 és Liu Hsziang (Liu Xiang) 劉向/刘向 (i. e. 77-6).

A Csu (Chu) elégiáit a Han-dinasztia kori Sun (Shun) császár (Han Su-ti (Han Shudi) 漢順帝/汉顺帝) (115–144; ur.: 125-144) Császári Könyvtárának könyvtárosa, a költőként is számon tartott Vang Ji (Wang Yi) (kb. 89–158) állította össze.

## Prozódiája és stílusa
A Csu (Chu) elégiáinak versei zömében hét szótagos sorokból épülnek fel, rímképlete: xaxa /xbab/ xc/xc stb. A páratlan (rím nélküli) és páros (rímes) sorokat, mintegy cezúra jelölésként, az önálló jelentéssel nem rendelkező 兮 hszi (xi) (ó kínai: *gˤe) partikula választja el egymástól.
Már a hétszótagú sorok alkalmazásával is jelentősen különbözik a Dalok könyve tartalmazta északi népdalok és szertartási énekek négyszótagú sorokból építkező alkotásaitól. Ezek a különbségek, formai újítások jól lehet a Csu (Chu)-béli őslakók nyelvének, dialektusából adódhatnak, de művészi alkalmazásuk mindenképpen Csü Jüan (Qu Yuan)hoz köthetők. Annak ellenére, hogy a hagyomány az úgy nevezett fu 賦/赋 műfaj megalkotását majd csak Csü Jüan (Qu Yuan) tanítványának, Szung Jü (Song Yu)nek tulajdonítja, az ehhez vezető nagy forma változásokat már Csü Jüan (Qu Yuan) költészetében megszülettek. Mindezek óriási hatással voltak már a Han-kori költészetre is, de alapjaiban határozták meg a Tang-kori lírát is. Később szao-ti (saoti) 騷體/骚体 („Száműzetés-stílus”) néven külön műfajként tartotta számon a kínai irodalomtörténet.

## Tartalma

### Száműzetés

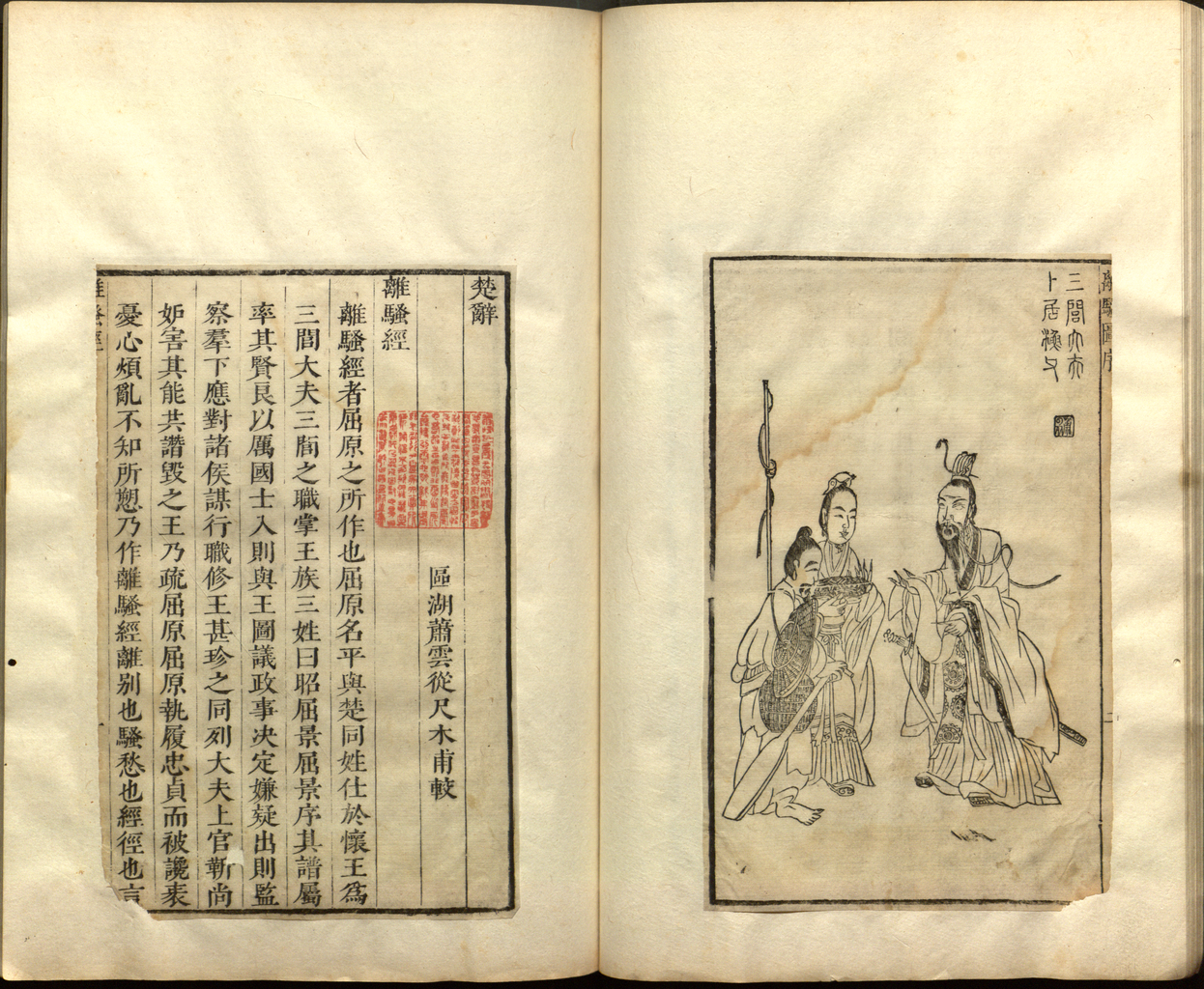
A Száműzetés illusztrált kiadása a 17. századból.

A Száműzetés (Li szao (Li sao) 離騷/离骚) Csü Jüan (Qu Yuan) fő műve. A mű két nagyobb tartalmi egységre osztható, az elsőben a költő közvetlen szavakkal mondja el álmai szertefoszlását, megrágalmazását, véleményét és ítéletet kora visszamaradottságáról. A második részben viszont sámáni varázslat segítségével egy csodálatos útra indul, hogy párt találjon magának. Mitológiai alakok segítik útján, s hiába találna új otthonra messze idegenben, hazáját nem képes elhagyni, és vállalja sorsát. Tőkei szerint, „ha Csü Jüan (Qu Yuan) ezt az egyetlen költeményt írta volna, akkor is a kínai irodalom egyik legnagyobb költője lenne. A Li szao (Li sao) talán az egész kínai költészet legnagyobb alkotása.”

### Kilenc dal
A Kilenc dal (Csiu ko (Jiu ge) 九歌) címet viselő versciklus szintén Csü Jüan (Qu Yuan) alkotása. Összesen tizenegy darabból áll, a címben szereplő kilences számnak a sámánizmusban van hagyománya, és feltehetően sohasem vonatkozott a költeményének számára. A Kilenc dal minden egyes darabja Csü Jüan (Qu Yuan) szülőföldjének, Csu (Chu) sámánénekein alapszik. Ezek a sámánénekek egykor alighanem a sámán a sámánnő adhatta elő rituális keretek között, hogy az isteneket megidézze. Csu (Chu) fejedelemség őslakói nemcsak kultúrájukban különbözhettek az északi fejedelemségek népeitől, a kínaiak őseitől, hanem nyelvükben is, épp ezért Csü Jüan (Qu Yuan) ezeket az ősi dalokat kínaira fordította, illetve kínai költeménnyé formálta őket.

### Kilenc értekezés
A Kilenc értekezés (Csiu csang (Jiu zhang) 九章) kilenc versből álló ciklus, melyek Csü Jüan (Qu Yuan) politikai nézeteit tükrözik. Ezekben a versekben a költő közvetlenül a megrágalmaztatásával, elűzetésével és kortársai bírálatával foglalkozik. A kínai politikai költészet első és legkiválóbb alkotása.

### Égi kérdések
Az Égi kérdések (Tien ven (Tian wen) 天問/天问) Csü Jüan (Qu Yuan) talán legérdekesebb és filológiailag rendkívül nehezen megközelíthető műve. A mű egész terjedelmében kozmogóniai és mitológiai kérdéseket tartalmaz, amelyekre azonban egyetlen esetben sem születik válasz. A kérdések számtalan mítoszt érintenek, legnagyobb részük a legendás Hszia (Xia)-dinasztia mitikus alakjaira és eseményeire vonatkozik. Azonban ezek közül már jó néhány ma már megfejthetetlen, mert az adott mítoszok vagy elvesztek, vagy egyetlen forrásuk épp az a mű. Az Égi kérdések bizonyos szempontból az ősi kínai mitológia egyetlen hatalmas utalás gyűjteménye.

### Jóslatkérés
Az irodalomtörténet Csü Jüan (Qu Yuan) műveként tartja számon a Jóslatkérés (Pu csü (Bu ju) 卜居) című kisebb költeményt is. A didaktikus anekdotában a költő harmadik személyben szerepel, így a mű kis-epikai jellegűvé válik. Az versben az ártatlanul meghurcolt és száműzetésre ítélt Csü Jüan (Qu Yuan) elmegy egy nagy jóshoz, és jóslatot kér jövendőjét illetően, hogy mit is kellene most cselekednie.

### Az öreg halász
Az öreg halász (Jü-fu (Yufu) 漁父/渔父) című kisebb költemény, melyet hagyományosan szintén Csü Jüan (Qu Yuan)nak tulajdonítanak, a költő azonban mindvégig harmadik személyben szerepel. A vers története szerint a száműzött Csü Jüan (Qu Yuan) bolyongása közben egy öreg halásszal találkozik, aki megkérdi tőle, hogyan jutott ilyen keserves sorsra. A költő elpanaszolja neki a történetét, mire az öreg halász azt feleli neki, hogy ugyan mire való a mély értelem, s a magasan szárnyalás, ha ezzel az ember csak száműzetésre jut. Csü Jüan (Qu Yuan) közli, hogy nem hagyhatja, hogy tisztasága bemocskolódjék a föld szennyével, mire az öreg halász felnevet és a következő dallal felel: „Ha a folyam tiszta, / Mosd benne hajad; / Ha zavaros vize, Mosd a lábadat.”
Tőkei szerint ezt és Jóslatkérés című művecskét is írhatta ugyan maga Csü Jüan (Qu Yuan), de akár valamelyik követője is. Amennyiben Csü Jüan (Qu Yuan) a szerzője ezeknek a költeményeknek, akkor ezek a legszabadabb ritmusú versei, amely sokak szerint sokkal inkább prózának tekinthetők.

### Távoli utazás
A Távoli utazás (Jüan ju (Yuan you) 遠遊/远游) című költeményt a hagyomány szintén Csü Jüan (Qu Yuan)nak tulajdonítja, de a mű tartalmi vizsgálata ezt nem erősíti meg. Szerzője tehát ismeretlen. Egyes kutatók, stiláris és tartalmi vizsgálatok alapján úgy vélik, hogy a szerzőt, a Huaj-nan (Huainan) hercege Liu An (i. e. 179-122) köré csoportosult művészek között kell keresni. A vers egyértelműen a Száműzetés témáját veszi mintául, azonban itt már erősen van a taoizmus hatása is. Jól lehet, egy szellemi utazás leírása olvasható, a végkifejlete azonban merőben különbözik Csü Jüan (Qu Yuan) alkotásáétól, hiszen itt egyfajta taoista megnyugvást talál a költő. Tőkei szerint „kétséget kizáróan megállapítható, hogy a Li szao (Li sao) [ti. a Száműzetés] gyenge utánzata és feltétlenül későbbi eredetű.”

### Kilenc érvelés
A Kilenc érvelés (Csiu pien (Jiu bian) 九辯/九辩) Szung Jü (Song Yu)nek tulajdonított alkotás. A címben szereplő „kilenc” szimbolikus, feltehetően csak a „sok” szinonimájaként használják, hiszen a mű nem ilyen tagolású. Témájában, stílusában és hangulatában is Csü Jüan (Qu Yuan) az elutasítottság, a meg nem értettség miatti fájdalom szülte elégikus hangulatú költeményeit idézi.

### A lélek idézése
A lélek idézése (Csao hun (Zhao hun) 招䰟) Csü Jüan (Qu Yuan) iskolájának, követőinek alkotása közül a legkiemelkedőbb alkotása, amelyet a hagyomány ugyan Csü Jüan (Qu Yuan)nak vagy Szung Jü (Song Yu)nek tulajdonít, de egyikük szerzősége sem igazolható. A költemény a samanisztikus varázsló énekek modorában egy mesés tájakon bolyongó lelket idéz vissza a földre, a földi jólét örömei közé. Tőkei szerint „talán Szung Jü (Song Yu) idézi benne vissza Csü Jüan (Qu Yuan) lelkét, mert a fővárosban, az udvari élet örömei közt maradván, a mester nagy példája már egy kicsit távolinak, érthetetlennek tűnhetett.”

### A nagy idézés
A nagy idézés (Ta csao (Da zhao) 大招) című verset a hagyomány Csü Jüan (Qu Yuan)nak vagy tanítványának Csing Csá (Jing Chá)nak 景差 tulajdonítja, de egyikőjük szerzősége sem bizonyított, minden valószínűség szerint a Han-korban keletkezett. Témájában és stílusában is A lélek idézése című vers utánzatának tekinthető.

### Egy remete idézése
Az Egy remete idézése (Csao Jin-si (Zhao yinshi) 招隱士/招隐士) című rövid költeményt, a Huaj-nan-ce (Huainanzi) című filozófiai mű szerzőjeként is számon tartott Huaj-nan (Huainan) hercegének, Liu Annak 劉安/刘安, (i. e. 179-122) tulajdonítják. A versben a költő egy remetének állt herceget próbál meg visszahívni a vadonból.

### További művek
A Csu (Chu) elégiái a fenti 11 alkotáson kívül további 6 művet tartalmaz, amelyeknek azonban egyelőre nem létezik magyar fordítása (még részletek formájában sem), így címeiknek sincs elfogadott magyar változata. Ezen költeményekről, versciklusokról elmondható, hogy mind műfajilag, mind témájában szorosan kapcsolódnak ugyan a Csü Juan (Qu Yuan) teremtette költészeti iskola alkotásaihoz, de jelentőségük és irodalmi értékük jóval azok alatt marad. Feltehetően mindegyik későbbi, Han-kori alkotás, amikor is a költők inkább csak inspirálódtak a Csu (Chu) fejedelemségbeli költők alkotásaiból, illetve azok imitációit készítették el. A további hat alkotás:
- A Hszi si (Xi shi) 惜誓; szó szerint: „Sajnálom eskümet”.[25]
- A Csi csien (Qi jian) 七諫/七谏; szó szerint: „Hét figyelmeztetés”.[26]
- A Aj si ming (Ai shi ming) 哀時命/哀时命; szó szerint: „A sorsom siratása”.[27]
- A Csiu huaj (Jiu huai) 九懷/九怀; szó szerint: „Kilenc bánat”.[28]
- A Csiu tan (Jiu tan) 九歎/九叹; szó szerint: „Kilenc panasz”.[29]
- A Csiu sze (Jiu si) 九思; szó szerint: „Kilenc vágyakozás”.[30]

### Magyarul
- ↑ Csü Jüan 1954:  Csü Jüan versei. Ford. Weöres Sándor. A verseket kínaiból magyar prózára ford., utószóval és jegyzetekkel ellátta Tőkei Ferenc. [Budapest], Szépirodalmi Könyvkiadó, 1954.
- ↑ Csü Jüan 1959:  Csü Jüan: Száműzetés. Ford. Nagy László. Kínai eredetiből magyar prózára ford., az utószót, a magyarázó jegyzeteket írta Tőkei Ferenc. Budapest, Európa Könyvkiadó, 1959.
- ↑ Csü Jüan 1994:  Csü Jüan: (Lisao) 《離騷》: Száműzetés. Az első nagy kínai költő fő művének eredeti kínai szövege Nagy László műfordításával, Tőkei Ferenc kommentárjaival. [Budapest], Balassi Kiadó, 1994. Kínai-magyar könyvek.
- ↑ Csü Jüan 1998:  Csü Jüan: Kilenc varázsének. Az eredeti szöveg Weöres Sándor műfordításával, Tőkei Ferenc előszavával, Tokaji Zsolt jegyzeteivel. Budapest, Balassi Kiadó, 1998. Kínai-magyar könyvek [7.]. ISBN 963 506 195 1
- ↑ KKK 1967:  Klasszikus kínai költők I-II. Ford. András László et al. Vál., szerk. és életrajzi jegyzetekkel ellátta Csongor Barnabás (IV-VI. rész) és Tőkei Ferenc (I-III. rész). Az előszót és a jegyzeteket írta Csongor Barnabás. Budapest, Európa Könyvkiadó, 1967.
- ↑ Tőkei 1959:  Tőkei Ferenc: A kínai elégia születése. K'iü Jüan és kora. Budapest, Akadémiai Kiadó, 1959.
- ↑ Tőkei–Miklós 1960:  Tőkei Ferenc – Miklós Pál: A kínai irodalom rövid története. Budapest, Gondolat Kiadó, 1960.
- ↑ Tőkei 1986:  Tőkei Ferenc: A kínai elégia születése. Budapest, Kossuth Könyvkiadó, 1986. ISBN 963 09 2827 2
- ↑ Tőkei 1997:  Tőkei Ferenc: Kínai-magyar Irodalmi Gyűjtemény I. Budapest, Balassi Kiadó, 1997. ISBN 963 506 157 9

### Idegen nyelven
- ↑ Davis 1999:  Albert Richard Davis (Editor and Introduction): The Penguin Book of Chinese Verse. Baltimore, Penguin Books, 1970.
- ↑ Hawkes 1985:  David Hawkes: The Songs of the South: An Anthology of Ancient Chinese Poems by Qu Yuan and Other Poets. Penguin Books, 1985. ISBN 0-14-044375-4
- ↑ Hinton 2008:  David Hinton: Classical Chinese Poetry: An Anthology. New York, Farrar, Strauss, and Giroux, 2008. ISBN 0374105367 / ISBN 9780374105365.
- ↑ Ma-Huang 1992:  Ma Csi-kao (Ma Jigao) 马积高 - Huang Csün (Huang Jun) 黄钧: Csung-kuo ku-taj ven-hszüe-si (Zhongguo gudai wenxueshi) 中国古代文学史 [A klasszikus kínai irodalom története] I-III. Hunan Ven-ji Csu-pan-sö (Hunan Wenyi Chubanshe) 湖南文艺出版社, 1992. ISBN 7-5404-0917-7
- ↑ Murc 2000:  Alfreda Murc: Poetry and Painting in Song China: The Subtle Art of Dissent. Cambridge (Massachusetts - London, Harvard University Asia Center for the Harvard-Yenching Institute, 2000. ISBN 0-674-00782-4.
- ↑ Scarpari 2006:  Maurizio Scarpari. Ancient China: Chinese Civiilization from the Origins to the Tang Dynasty. Vercelli, VMB Publishers, 2006. ISBN 88-540-0509-6
- ↑ Yang 2005:  Yang Lihui, et al.: Handbook of Chinese Mythology. New York, Oxford University Press, 2005. ISBN 978-0-19-533263-6
- ↑ Yip 1997:  Yip Wai-lim: Chinese Poetry: An Anthology of Major Modes and Genres . Durham and London, Duke University Press, 1997. ISBN 0-8223-1946-2